# Северная правда
«Северная правда» (газета)» - Суспільно-політична газета Російської імперії, РСФСР, СССР, Російської Федерації.
Найстаріше друковане видання, що виходить на території Костромської області та одна з найстаріших газет, що виходять у сучасній Росії. Перший номер газети вийшов у світ 14 січня 1907 року. У різні роки виходила під назвами «Северный рабочий», «Красный мир», «Северная правда».
Виданням газети «Северная правда» та інших споріднених видавничих проектів займається автономна установа Костромської області «Редакція костромської обласної газети “Северная правда”.
- У 1907-1917 роках - друкований орган Костромського окружного комітету РСДРП.
- У 1919-1925 роках - друкований орган Костромського губернського виконавчого комітету Рад і Костромського губернського комітету РКП(б).
- У 1925-1936 рр. - друкований орган Костромського окружного комітету ВКП(б) Іванівської області.
- У 1936-1944 роках - друкований орган Костромського міського комітету ВКП(б), Костромської міськради і міськпрофради Ярославської області.
- У 1944-1952 роках - друкований орган Костромського обкому і міськкому ВКП(б), обласної та міської ради депутатів трудящих.
- У 1952-1977 роках - друкований орган Костромського обкому КПРС і Костромської обласної Ради депутатів трудящих.
- У 1977-1991 роках - друкований орган Костромського обкому КПРС і Костромської обласної Ради народних депутатів.
- У 1991-1994 роках - незалежне суспільно-політичне видання.
- З 1994 року по теперішній час - Костромська обласна громадсько-політична газета, засновниками якої виступають адміністрація Костромської області, Костромська обласна дума, журналістський колектив.

## Видання в 1907-1917 рр.
У неділю, 14 січня 1907 року під логотипом «Північний робітник» у Костромі вийшов у світ перший номер газети.
На той момент газету використовували соціал-демократи з метою агітації за своїх кандидатів у депутати Другої Державної Думи, яка пропрацювала з 20 лютого по 2 червня 1907 року. (1)
До травня 1907 року друкарня і редакція газети розміщувалися в Костромі на вулиці Вознесенській (нині вулиця Комсомольська) в одній із приватних квартир, а потім переїхала на околицю міста, де працювала під виглядом кравецької майстерні.
З переїздом пов'язане і розширення газетної друкарні - у газети тепер працювали дві портативні друкарські машини - так звані «Бундівки».
Редакція і друкарня, які перебували на нелегальному становищі, у цей період випускали газету «Північний робітник», агітаційні брошури РСДРП, а також листівки і прокламації.

## Нагороди
У березні 1957 року «у зв'язку з п'ятдесятиріччям від дня виходу першого номера газети та її революційними заслугами, а також за плідну діяльність з мобілізації трудящих на успішне виконання завдань комуністичного будівництва» «Північну правду» було нагороджено орденом «Трудового червоного прапора».
9 травня 2015 року «Северная правда» «за активну участь у патріотичному вихованні громадян і вирішенні соціально-економічних проблем ветеранів» була нагороджена Ювілейною медаллю «70 років Перемоги у Великій Вітчизняній війні 1941-1945 рр.». Газета стала єдиним друкованим виданням у Центральному Федеральному окрузі, яке отримало таку медаль.